# Mistrovství Evropy v judu 1984
Mistrovství Evropy mužů se konalo v Lutychu, Belgie 3.-6. května 1984 a Mistrovství Evropy žen se konalo v Pirmanses, Západní Německo 17.-18. března 1984.

## Výsledky
Muži
| Kategorie | Zlato                           | Stříbro                   | Bronz                    | Bronz                     |
| --------- | ------------------------------- | ------------------------- | ------------------------ | ------------------------- |
| -60 kg    | Chazret Tleceri (URS)RUS        | Felice Mariani (ITA)      | Patrick Roux (FRA)       | Carlos Sotillo (ESP)      |
| -65 kg    | Marc Alexandre (FRA)            | Jaroslav Kříž (TCH)CZE    | Stephen Gawthorpe (GBR)  | Luc Chanson (SUI)         |
| -71 kg    | Tamaz Namgalauri (URS)GEO       | Serge Dyot (FRA)          | Joaquín Ruiz (ESP)       | Istvan Nagy (ROU)         |
| -78 kg    | Neil Adams (GBR)                | Dénes Fogarasi (HUN)      | Michel Nowak (FRA)       | Jurij Merkulov (URS)RUS   |
| -86 kg    | Vitalij Pesňak (URS)BLR         | Roland Borawski (GDR)     | Peter Seisenbacher (AUT) | Ben Spijkers (NED)        |
| -95 kg    | Günther Neureuther (FRG)        | Robert Van de Walle (BEL) | Roger Vachon (FRA)       | Robert Köstenberger (AUT) |
| +95 kg    | Alexander von der Groeben (FRG) | Dietmar Pufahl (GDR)      | Willy Wilhelm (NED)      | Vladimír Kocman (TCH)CZE  |

Ženy
| Kategorie | Zlato                       | Stříbro                     | Bronz                        | Bronz                       |
| --------- | --------------------------- | --------------------------- | ---------------------------- | --------------------------- |
| -48 kg    | Karen Briggsová (GBR)       | Fabienne Boffinová (FRA)    | Dolores Veguillasová (ESP)   | Birgit Friedrichová (FRG)   |
| -52 kg    | Edith Hrovatová (AUT)       | Patricia Montagutiová (ITA) | Inge Heuvelmansová (NED)     | Sacramento Moyanoová (ESP)  |
| -56 kg    | Diane Bellová (GBR)         | Gerda Winklbauerová (AUT)   | Regina Philipsová (FRG)      | Béatrice Rodriguezová (FRA) |
| -61 kg    | Martine Rottierová (FRA)    | Petra Wahnsiedlerová (FRG)  | Ann Hughesová (GBR)          | Laura Di Tomaová (ITA)      |
| -66 kg    | Brigitte Deydierová (FRA)   | Roswitha Hartlová (AUT)     | Irene de Koková (NED)        | Godelieve Lieckensová (BEL) |
| -72 kg    | Barbara Claßenová (FRG)     | Christine Cicotová (FRA)    | Fabienne Antoineová (BEL)    | Theresa Haydenová (GBR)     |
| +72 kg    | Marjolein van Unenová (NED) | Natalina Lupinová (FRA)     | Marica Arsenovićová (YUG)SRB | Maria Teresa Mottaová (ITA) |